# Love Me Back
《Love Me Back》為日本歌手倖田來未的第52張單曲，於2011年11月30日發行，為其2011年第4張單曲。

## 解說
- 本次發行3版本4樣式。
- 本次音樂錄影帶收錄的版本為舞蹈版，專輯中將會放入劇情版。
- mu-mo販賣特典為《推理要在晚餐後》封面繪者「中村佑介」的特別繪製封面。
- 標題曲為富士電視台火九劇《推理要在晚餐後》片頭曲，且在數位音樂下載榜獲得日冠、全曲下載榜獲得周冠。
- 初回盤貼有限定小型演唱會的入場抽選貼紙，金色一枚或銀色二枚郵寄即可參加抽選，另外還可機會抽中5名本人親筆簽名及留言小卡片。

## 發行版本
- CD ONLY【初回盤、通常盤】
- CD+DVD【初回盤、通常盤】
- CD+GOODS（手提包）
- CD+GOODS（手提包）【mu-mo限定】

## 曲目
全作詞：倖田來未

### CD
1. Love Me Back
作曲：Matthew Tishler、Liz Rodrigues
  - 富士電視台火九劇《推理要在晚餐後》片頭曲
2. Say Her Name
作曲：Ina Wroldsen、Andre Lindal、Geir Hvidsten
3. Love Me Back Remix（Andy Price Remix）

### DVD
1. Love Me Back（Music Video）
2. Love Me Back（Making Video）
3. .a-nation 10th Anniversary for Life Charge Go! ウイダーinゼリーライブ影像
M1.電眼女孩
M2.Bling Bling Bling
M3.Poppin' love cocktail feat.TEEDA

## 連結
- 官方网站 （日語）